# Heinkenszand
Heinkenszand (51° 28′ N, 3° 49′ L) é uma cidade dos Países Baixos, na província de Zelândia. Heinkenszand pertence ao município de Borsele, e está situada a 14 km, a leste de Middelburg.
Em 2001, a cidade de Heinkenszand tinha 4164 habitantes. A área urbana da cidade é de 1,1 km², e tem 1660 residências. 
A área de Heinkenszand, que também inclui as partes periféricas da cidade, bem como a zona rural circundante, tem uma população estimada em 5090 habitantes.